# Ямаха, Торакусу
Торакусу Ямаха (яп. 山葉寅楠 Ямаха Тора кусу) — первый в Японии изготовитель фисгармоний и основатель компании «Nippon Gakki Co Ltd», ставшей впоследствии компанией «Yamaha». Кроме изготовления музыкальных инструментов, он также увлекался боевыми искусствами и кэндо, японскому фехтованию на бамбуковых мечах. В возрасте 35 лет организовал компанию по изготовлению музыкальных инструментов «Nippon Gakki Co Ltd», главное производство которой находилось в Итаямаcи, провинция Хамамацу, а также начал делать пианино и другие музыкальные инструменты.

## Биография

### До основания «Nippon Gakki Co Ltd»
Торакусу был младшим сыном и третьим ребёнком в своей семье. Его отец был астрономом клана Кисю, благодаря чему Торакусу прочёл много книг по астрономии и увлёкся машинами и технологиями. Когда Торакусу было двадцать лет, произошла реставрация Мэйдзи, которая коренным образом изменило общественную жизнь Японии. Торакусу видел, что культурное просвещение сулит ему много возможностей. В 1871 году Торакусу отправился в Нагасаки и начал заниматься производством часов под руководством английского инженера. После нескольких лет обучения он стал экспертом в часовом деле, а затем заинтересовался медицинским оборудованием. Для того, чтобы его изучить, Торакусу переехал в Осаку, где он поселился и жил за магазином медицинского оборудования.
В 1886 году, в возрасте 35 лет, он отправился в Хамамацу, чтобы заниматься ремонтом медицинского оборудования. Однако, поскольку Хамамацу в то время был небольшим городом, Торакусу не мог зарабатывать на жизнь только ремонтом медицинского оборудования, поэтому он занимался также ремонтом часов и даже был рикшей у директора больницы. Местная начальная школа попросила Торакусу Ямаха починить сломанную фисгармонию, поскольку в маленьком городе не нашлось ни одного квалифицированного специалиста, чтобы произвести ремонт. Взявшись за дело, Ямаха вскоре обнаружил причину неисправности — были сломаны две пружины — и смог сделать новые пружины самостоятельно. При финансовой помощи директора больницы Хамамацу, Тоясаку Фукусимы, Торакусу решил начать производство современных музыкальных инструментов в тесной мастерской при помощи коллег, с которыми он ремонтировал медицинское оборудование.
В 1887 году, через два месяца после начала работы, была создала первая японская фисгармония. Получив отрицательные отзывы, он решил проконсультироваться со специалистами в Токио, в Университете искусств и музыки. Чтобы доставить инструмент в университет, Ямаха нёс его на плече до Токио, то есть на протяжении 250 километров. Университетские профессора сказали Ямахе, что конструкция инструмента была плохо продумана. Ему разрешили в течение месяца посещать лекции в университете по различным музыкальным предметам. Вернувшись в Хамамацу, Торакусу за оставшиеся до конца года два месяца построил второй орган. Этот орган получил хорошую оценку: «такой же хороший, как зарубежный». Вскоре после этого Ямаха получил первый заказ на семь инструментов, в том числе один для губернатора города Сидзуока.
В марте 1888 года Торакусу Ямаха начал производство пианино в заброшенном храме в Хамамацу. К этой работе были привлечены плотники и краснодеревщики.

### Компания «Nippon Gakki Co Ltd»
В 1887 году Торакусу основал компанию «Nippon Gakki Co Ltd» (в переводе с яп. — «японские музыкальные инструменты»). В качестве логотипа новой компании он решил использовать изображение китайского феникса с камертоном в клюве. После основания компании он организовал завод с современными сборочными линиями. В 1889 году министр образования попросил президента компании изучить вопрос о поставке музыкальных инструментов в школы. В том же году компания «Nippon Gakki» поставила школам Японии почти 250 пианино. После этого успеха компания начала производство пианино, губных гармоник и ксилофонов.
Будучи основателем компании, Торакусу Ямаха также обучил инструментальному производству своего ученика по имени Коити Каваи, которому в то время было 11 лет. Когда Кавай вырос, он открыл компанию Kawai Musical Instruments и вскоре стал конкурентом Yamaha.

### Кончина
Торакусу Ямаха скончался в возрасте 65 лет 8 августа 1916 года в Токио. После его смерти пост генерального директора «Nippon Gakki» занял вице-президент Хиомару Амано.